# 控除 (課税標準)
税制における控除（こうじょ、米: Tax deduction）とは、税率を乗ずる対象である課税標準額を求める際に差し引くことのできる金額である。所得税における所得控除など。
求めた後の税額から直接金額を差し引く税額控除とは対になる概念である。

## 日本における控除

### 住民税
2023年8月時点での一覧。
- 基礎控除
- 配偶者控除
- 配偶者特別控除
- 扶養控除
- 障害者控除
- 寡婦控除
- ひとり親控除
- 勤労学生控除
- 医療費控除
- 社会保険料控除
- 小規模企業共済等掛金控除
- 生命保険料控除
- 地震保険料控除
- 給与所得控除
- 公的年金等控除

### 相続税
2024年5月時点の一覧。
- 基礎控除
- 債務控除